# キエーティ県

キエーティ県
Provincia di Chieti

キエーティ県（キエーティけん、イタリア語: Provincia di Chieti）は、イタリア共和国アブルッツォ州に属する県の一つ。県都はキエーティ。

## 地理

### 位置・広がり
アブルッツォ州南東部に位置する県で、東はアドリア海に面し、南にモリーゼ州と接する。県都キエーティは県域の北西部に位置し、ペスカーラから南南東へ約13km、州都ラクイラから東へ約63km、カンポバッソから北北西へ約97km、首都ローマから東北東へ約149kmの距離にある。

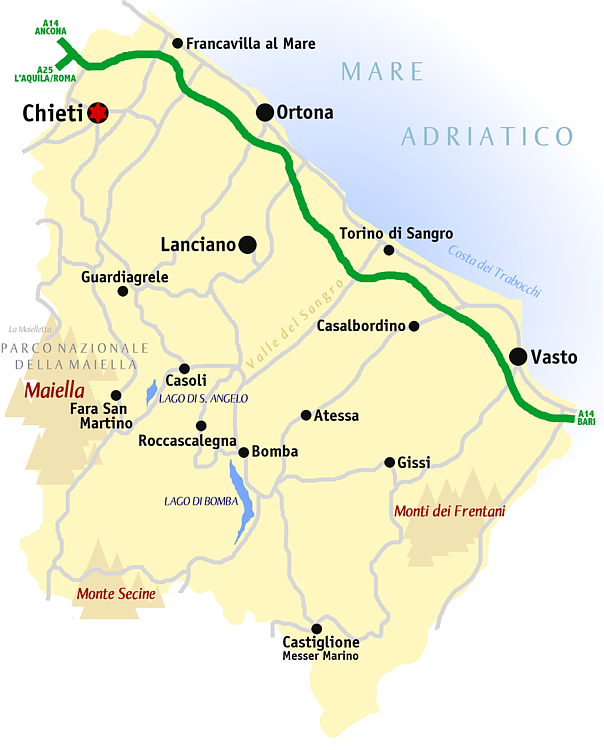
キエーティ県概略図

隣接する県は以下の通り。
- 南東 - カンポバッソ県 （モリーゼ州）
- 南西 - イゼルニア県 （モリーゼ州）
- 西 - ラクイラ県
- 北西 - ペスカーラ県

### 主要な都市
2001年の国勢調査に基づく居住地区（Località abitata）別人口統計によれば、人口1万人以上の都市は以下の通り。
- キエーティ - 47,664人
- ランチャーノ - 30,748人
- ヴァスト - 28,911人
- フランカヴィッラ・アル・マーレ - 20,169人
- サン・サルヴォ - 15,695人
- オルトーナ - 13,287人

- キエーティ
- ランチャーノ
- ヴァスト